# Virgulinopsis
Virgulinopsis es un género de foraminífero bentónico de la familia Stainforthiidae, de la superfamilia Turrilinoidea, del suborden Buliminina y del orden Buliminida. Su especie tipo es Bolivina cubana. Su rango cronoestratigráfico abarca el Holoceno.

## Discusión
Clasificaciones previas incluían Virgulinopsis en el suborden Rotaliina del orden Rotaliida.

## Clasificación
Virgulinopsis incluye a las siguientes especies:
- Virgulinopsis cubana
- Virgulinopsis translucens

Otra especie considerada en Virgulinopsis es:
- Virgulinopsis italica, aceptado como Bolivina italica